# Rubia filiformis
Rubia filiformis är en måreväxtart som beskrevs av Foon Chew How och Hsien Shui Lo. Rubia filiformis ingår i släktet krappar, och familjen måreväxter. Inga underarter finns listade i Catalogue of Life.